# Викторија Бекам
Викторија Керолајн Бекам (енгл. Victoria Caroline Beckham; Харлоу, 17. април 1974), рођена као Викторија Адамс (енгл. Victoria Adams), је енглеска модна дизајнерка, бизнисменка и певачица. Светску славу је стекла 1996. године као „Пош Спајс” (Posh Spice), једна од пет чланица женске поп групе Спајс герлс. Након престанка рада групе, започиње соло каријеру и објављује албум Victoria Beckham. Такође је објавила четири сингла који су достигли топ десет на музичкој листи у Уједињеном Краљевству.
Претходне деценије, Бекамова је постала међународно призната икона стила и модна дизајнерка. Након успешних сарадњи са другим брендовима, лансирала је сопствену марку „Викторија Бекам” 2008. године, а јефтинију (дифузијску) марку 2011. године. Марка Викторија Бекам проглашена је дизајнерском марком године у Великој Британији. Године 2012, марка је оцењена као звезда у пословним интересима породице Бекам.
Учествовала је у пет службених документараца о себи, а такође је након гостујуће улоге у серији Ружна Бети, била гостујући члан жирија у Пројекат писта, Следећи немачки топмодел и Амерички идол. Такође је објавила две књиге — један модни водич и једну аутобиографију.
Удата је за енглеског фудбалера Дејвида Бекама, са којим има три сина — Бруклина, Ромеа и Круза и ћерку Харпер. Њихово заједничко богатство процењено је на 508 милиона британских фунти.

## Детињство и почеци
Викторија Керолајн Адамс је рођена као кћерка Ентонија и Џеклин Адамс у болници „Принцеза Александра“ у Харолу, Есекс, а одрасла је у Гофс Оаку, Хартфордшир. Ентони Адамс је био инжењер електротехнике те су, због успеха породичног посла, Бекамова, њена сестра Луиз и брат Кристијан, расли као деца више класе. Бекамова је похађала средњу школу „Света Марија“. Стидела се богатства своје породице и често је молила свог оца да је не довози у школу њиховим ролс ројсем. Бекамова је рекла да је, током школовања, била предмет подсмеха и да се осећала „као аутсајдер“. „Деца би буквално узела било шта и гађала ме тиме. А ја сам само стајала, сама. Нико није био са мном. Нисам имала пријатеље“, прокоментарисала је.
Након што је одгледала мјузикл Слава, Бекамова је одлучила да ће једнога дана постати позната. Тада су је родитељи уписали у позоришну школу „Џејсон“. Са седамнаест година се уписала у вишу позоришну школу „Лејн“ у Сарију, где је студирала плес и манекенство и била члан бенда Persuasion.

## Музичка каријера

### Спајс герлс
Бекамова 1994. године постаје чланица женске групе Спајс герлс, најпре назване „Touch“, заједно са Емом Бантон, Мелани Браун, Џери Халивел и Мелани Чизом. Свих пет девојака су се претходно јавиле на оглас у часопису Сцена у марту 1993, у коме су се тражиле „амбициозне, отворене девојке које умеју да певају и плешу“. Група 1996. године објављује сингл „Wannabe“, који постаје број један у Уједињеном Краљевству, Сједињеним Америчким Државама и још 29 земаља. Спајсице су потом објавиле девет синглова који су достигли број један у Уједињеном Краљевству, и студијске албуме Spice, Spiceworld и Forever. Медији су свакој чланици доделили одговарајући надимак, те је тако Бекамова постала „Пош Спајс“, због своје елеганције, маркиране одеће попут мале црне хаљине и своје љубави према обући на високу штиклу. Спајс герлс су постале један од најуспешнијих поп извођача деведесетих, продавши преко 55 милиона носача звука. Након објављивања албума Forever, који је био мање успешан од својих претходника, група престаје са радом, а њене чланице се посвећују соло каријерама.
Спајс герлс 2007. потврђују планове да се поново окупе ради турнеје The Return of the Spice Girls, током које су чланице групе зарадиле преко десет милиона британских фунти. Бекамова је претходно изјавила да она и њене бивше колегинице из бенда имају своје соло каријере на разним пољима: „Свака од нас и даље ради оно своје“. Компилацију хитова Greatest Hits су објавиле у новембру, а турнеја је почела 2. децембра 2007. Бекамова је тада изјавила: „Желела сам да моја деца виде да је и њихова мама некада била поп звезда“.
Након што је Бекамова, зарад турнеје, своју косу офарбала у смеђу боју, рекла је да су њени синови реаговали речима: „О, мој Боже, то је Пош Спајс. Вратила се“. Током једног концерта Спајс герлс у Лондону, њени синови су јој се придружили на сцени током извођења песме „Mama“, заједно са децом осталих Спајсица. Бекамова је једина чланица групе која током турнеје није изводила неку од својих соло песама. Један критичар је записао: „Радост публике највећа је када Пош пева своје соло делове. И она то зна — изгледа да јој то даје све више самопоуздања како шоу тече“. Пред турнеју, Спајсице су такође снимиле документарац Giving You Everything, као и рекламу за супермаркет „Tesco“, за коју је свакој исплаћено милион британских фунти.
Дана 12. августа 2012, Спајс герлс су се поново ујединиле зарад заједничког наступа на церемонији затварања Летњих олимпијских игара 2012. у Лондону, где су извеле своје хитове Wannabe и Spice Up Your Life. Њихов наступ је био „најтвитованији” део церемоније, са преко 116 хиљада твитова по минути.
Група је направила још једну повратничку концертну турнеју током маја и јуна 2019, међутим Викторија је одбила да учествује, како би се посветила свом модном бизнису. Иако су неке чланице групе (Мелани Браун), као и сама Викторија, потврдиле да ће се Бекамова појавити на једном од концерата, као део публике или у бекстејџу, до тога није дошло. Мелани Браун (Мел Би) је том приликом изјавила да је „повређена и разочарана” што се Викторија није појавила ни на последњем концерту на лондонском стадиону Вембли, иако је у то време била у Лондону. Током концерата, Браунова је више пута прозивала Бекамову на сцени, а за Ноћ вештица 2018. се на журци Хајди Клум обукла као Викторија Бекам — носила је њену иконичну малу црну хаљину, са маском са Викторијиним лицем преко лица и са знаком који је држала у руци, а на ком је писало „Не, ја не идем на турнеју”.

### Соло каријера
Свој први соло сингл „Out of Your Mind“, снимљен у сарадњи са групом Truesteppers, Бекамова објављује 14. августа 2000. Сингл је достигао друго место на музичкој листи у Уједињеном Краљевству и четврто место у Ирској и Шпанији. Пре но што је песма званично објављена, Бекамова је извела „Out of Your Mind“ на хуманитарном концерту у Лондону пред стотину хиљада људи.
Њен следећи сингл, „Not Such an Innocent Girl“, објављен је 17. септембра 2001, и достигао шесто место у Уједињеном Краљевству. Први и једини соло албум Бекамове, Victoria Beckham, у продаји се нашао 1. октобра 2001. и достигао десето место у Британији. Снимање албума коштало је пет милиона фунти, те је продаја од сто хиљада примерака била прилично разочаравајућа. Други сингл са албума, „A Mind of Its Own“, достигао је исти успех на британској листи као и „Not Such an Innocent Girl“. „I Wish“ је био најављен као трећи сингл са албума, али никада није званично објављен. Након објављивања своје друге трудноће, Бекамова је прекинула сарадњу са издавачком кућом „Virgin Records“. Бекамова је 2002. потписала уговор са издавачком кућом „Telstar“ и провела готово целу годину снимајући свој други албум Open Your Eyes. Она је тада објавила сингл „Let Your Head Go“, али је, разочарана резултатима, одустала од објављивања албума. 2003. је издала дупли сингл „Let Your Head Go“/„This Groove“, који је заузео трећу позицију на британској листи. Још један планиран соло албум, Come Together, никада није објављен. Бекамова је једина Спајсица која није имала број један сингл у својој домовини, али је такође једина чија су се сва издања позиционирала међу топ десет. Након објављивања „Let Your Head Go“/„This Groove“, она је потпуно одустала од соло музичке каријере.

## Модна каријера
Бекамова је гостовала на модној писти за Марију Грачвогел 17. фебруара 2000, обележивши свој деби као модел на Лондонској недељи моде. Бекамова је такође била британски амбасадор бренда Долче & Габана и накратко је била лице бренда Рокавер 2003. године. Бекамова је 2004. године дизајнирала модну линију ограниченог издања за Rock and Republic под називом VB Rocks, која се углавном састоји од фармерки за високи крај тржишта, које су се у САД продавале за око 300 долара.
Дана 16. јануара 2006. Бекамова је ходала пистом Роберта Кавалија на Миланској недељи моде, а једно време ју је бренд облачио на црвеним теписима и друштвеним догађајима. За издање Harper's Bazaar из марта 2006. године, Бекамова је глумила модног уредника када је за модну ревију стилизовала своју блиску пријатељицу Кејти Холмс. Признала је личну љубав према наочарима за сунце, говорећи: „Поприлично сам опседнута наочарама за сунце. Сакупљам винтаж наочаре Гучи и Карерас — они могу учинити да било која модна комбинација изгледа кул.” Након одласка Бекамове из Rock and Republic, у септембру 2006. године, своје модне подухвате наставила је лансирањем властитог тексас бренда, dvb Style. Бекамова је потом покренула нову званичну веб-страницу dvbstyle.com да би промовисала свој модни рад.
Дана 14. јуна 2007. године, Бекамова је лансирала dvb Denim колекцију у Њујорку на Saks Fifth Avenue, заједно са првим откривањем свог асортимана наочара у Сједињеним Америчким Државама. Истог месеца, Бекамова се први пут појавила на лондонској годишњој Недељи моде као судија заједно са Глендом Бејли и Албером Елбазом. У августу 2007. године у америчке продавнице лансиран је парфем Intimately Beckham, један од више од 20 парфема које су она и Дејвид Бекам представили током година. У септембру 2007. године у Токију је лансирана њена козметичка линија V-Sculpt. Појавом на конференцији за штампу у LA Galaxy 2007, Бекамова је заслужна за популаризовање „месечеве хаљине” Роланда Мурета и његовог бренда, а такође је била лице Марка Џејкобса за његову пролећну колекцију 2008. године.
Бекамова је током каријере красила безброј насловница модних часописа. Њено прво појављивање у Вогу било је британско издање из априла 2008. године. Уследили су Вог Индија, Вог Париз, као и немачка, руска, аустралијска, турска, тајванска, кинеска и шпанска издања. Бекамова је такође била на различитим међународним издањима Harper's Bazaar и Ел.
Дана 17. јула 2018. године, покренута је Викторијина колекција урађена у сарадњи са Рибоком.

### Лансирање модне марке
Викторија Бекам је истоимену марку лансирала у септембру 2008. године у краткој презентацији. До 2011. године, прерастао је у неизоставан део Њујоршке недеље моде, а јефтинија марка Victoria by Victoria Beckham представљена је исте године. У првом кварталу 2011-12, предвиђало се да ће бренд остварити годишњу продају од преко 60 милиона фунти. У почетку познат по својим хаљинама, асортиман се проширио и на луксузне торбе које се продају и до 18.000 фунти. Поред главне модне линије и распона асортимана, бренд Викторија Бекам још укључује одвојене линије тексаса, наочара и парфема. У новембру 2011. године Викторија Бекам на Британским модним наградама добила је награду за дизајнерски бренд године.
У септембру 2012. године, Викторија Бекам је била дизајнер о ком се највише причало на Твитеру током Њујоршке недеље моде. Такође је стекла 57 хиљада нових пратилаца током ревије, према истраживањима.
Пишући у часопису The Independent у фебруару 2014. године, Александер Фури је описао како је Викторија Бекам прешла са новајлије на угледног дизајнера, цитирајући њено скорашње гостујуће уредништво француског Вога и предстојеће учешће у панел дискусији са деканом дизајнерске школе Парсонс у Њујорку. У чланку је закључено да је продаја бренда успешна због привлачност самих дизајна, а не због познате личности.
Године 2017. нова колекција Бекамове за ланац маркета Таргет укључивала је широк распон величина од XS до 3X за жене. Бекамова нуди и нову колекцију дечје одеће.
Године 2018, колекција је представљена на Лондонској недељи моде уместо на Њујоршкој недељи моде као раније.
Године 2019, портпарол марке је потврдио да ће линија остати без крзна и најавио да ће од јесени/зиме колекција бити без икаквих егзотичних кожа.

### 
У септембру 2019. године, Викторија је лансирала бренд козметике под називом „Victoria Beckham Beauty”. Викторија је то замислила као: „Тражимо брендове који нас и подупиру и одржавају. Ово је срце Victoria Beckham Beauty. Марка коју су створиле две жене које су заинтересоване за најбоље козметичке производе за себе, своје пријатеље и породицу и свет у којем живе. Циљ нам је висок и наставићемо да истрајемо у борби за најбоље за себе и своју заједницу.” Заједно са суоснивачицом Саром Крил, Викторија је бренд представила на Лондонској недељи моде. Секундарно паковање шминке направљено је од 100% отпадног материјала, док су транспортни материјали рециклирани или биоразградиви. Викторија спомиње да је „активна и ефикасна, али чиста и љубазна.”
Први део Victoria Beckham Beauty концентрисан је око шминке за очи која укључује „Сатин Каџал лајнер” и долази у три нијансе (црна, бронзана и бордо). „Сјај за капке” је сенка за очи с кристалима у четири нијансе. Четири „Димно око”, од којих свака садржи четири различите нијансе (оникс, плава, мин, поноћна) унутар палете различите боја.
У октобру 2019. године, Викторија Бекам се разгранала у производе за усне са својим комплетом усана „Ваше савршено пућење”. Садржи битен нијансу за усне и инфузираних шест витамина Е, водоотпорних оловака за усне у разним нијансама које одговарају различитим нијансама коже. Шест голих нијанси укључује бр. 01 (бледа бресква); Бр. 02 (неутрално беж браон); 03 (ружичасто-плава боја); 04 (ружичасто смеђа); Бр. 05 (богата карамела) и бр. 06 (дубоки кестен).

## Књиге
Бекамова је своју аутобиографију Учити како се лети (Learning to Fly) објавила 13. септембра 2001. Наслов књиге узет је из једне песме из мјузикла Слава, који је Бекамова обожавала као дете. Књига документује њено детињство, каријеру са Спајс герлс, њен брак и породични живот, као и њену каријеру у том тренутку. Аутобиографија је постала један од најпродаванијих књига у Британији 2001. године, продавши се у више од пет стотина хиљада примерака. Презентацију књиге на телевизији је пратило девет милиона људи.
Друга књига Бекамове, модни водич Пола инча екстра: коса, штикле и све између (That Extra Half an Inch: Hair, Heels and Everything In Between) објављен је 27. октобра 2006. Књига се састоји од њених савета везаних за моду, стил и лепоту, и постала је бестселер са преко четири стотине хиљада продатих копија.

## Приватни живот
Викторија се 1999. удала за фудбалера Дејвида Бекама, са којим је добила три сина: Бруклина (1999), Ромеа (2001) и Круза (2005).
Викторија и Дејвид почели су да излазе 1997. године, а упознали су се на једној од утакмица Манчестер Јунајтеда, у коме је Дејвид тада играо. „Када сам видео Викторију у споту Спајсица, рекао сам другу - ово је девојка коју желим да оженим!”, рекао је Дејвид када се 1999. оженио Викторијом. Када је почео да излази са њом, рекао је: „Био сам убеђен да је долазила због других играча“. Дејвид је запросио Викторију 24. јануара 1998. године, и она је пристала. 4. марта 1999. рођен је њихов син Бруклин Џозеф. Тачно четири месеца касније, њих двоје су се венчали у једном замку у Ирској. Венчању су присуствовале три Спајсице, Мелани Браун, Ема Бантон и Мелани Чизом. Њихов други син, Ромео Џејмс, рођен је 1. септембра 2001. године. И Бруклину и Ромеоу кумови су били певач Елтон Џон и глумица и модел Елизабет Херли. Њихов трећи син, Круз Дејвид, рођен је 20. фебруара 2005. Бекамови су рекли да би волели да имају много деце, као и да сада посебно желе кћерку. Та жеља им се испунила у јулу 2011. године.
Бекамови су блиски пријатељи са брачним паром Том Круз—Кејти Холмс, као и са Џенифер Лопез—Марк Ентони. Викторија је кума Блубел Мадони, кћерци Џери Халивел.

## Филмографија
| Година | Назив                            | Оригинални назив | Улога             | Белешке                          |
| ------ | -------------------------------- | ---------------- | ----------------- | -------------------------------- |
| 1997   | Спајс свет: Филм                 |                  | Она сама          | Главна улога                     |
| 2000   | Викторијине тајне                |                  | Она сама          | Документарац                     |
| 2002   | Бити Викторија Бекам             |                  | Она сама          | Документарац                     |
| 2003   | Прави Бекамови                   |                  | Она сама          | Документарац                     |
| 2006   | Пуне дужине и фабулозна          |                  | Она сама          | Документарац                     |
| 2007   | Викторија Бекам долази у Америку |                  | Она сама          |                                  |
| 2007   | Ружна Бети                       |                  | Она сама          | Епизода „Леп дан за Пош венчање“ |
| 2008   | Пројекат модна писта             |                  | Она сама          | Гостујући судија                 |
| 2009   | Немачки следећи топ модел        |                  | Она сама          | Гостујући судија                 |
| 2010   | Амерички идол                    |                  | Она сама          | Гостујући судија                 |
| 2010   | Сунђер Боб Коцкалоне             |                  | Краљица Амфитрита | Глас                             |

## Дискографија

### Соло

#### Албуми
| Година | Албум                                                                   | Позиције | Позиције   | Продаја |
| Година | Албум                                                                   | [ 85 ]   | Аустралија | Продаја |
| ------ | ----------------------------------------------------------------------- | -------- | ---------- | ------- |
| 2001   | Victoria Beckham - Формати: CD, касета, минидиск, преузимање са интернета | 10       | 1          | 100.000 |

#### Синглови
| Година | Сингл                    | Позиције | Позиције        | Позиције | Позиције | Позиције | Албум            |
| Година | Сингл                    | [ 85 ]   | Република Ирска | Шпанија  | Румунија | [ 86 ]   | Албум            |
| ------ | ------------------------ | -------- | --------------- | -------- | -------- | -------- | ---------------- |
| 2000   | „“ (са и Деном Боуерсом) | 2        | 4               | 4        | —        | 27       |                  |
| 2001   | „“                       | 6        | 23              | 15       | 67       | 36       | Victoria Beckham |
| 2001   | „“                       | 6        | —               | —        | —        | —        | Victoria Beckham |
| 2003   | „“/„“                    | 3        | 17              | —        | —        | —        |                  |